# Mukhtar
Mukhtar arabisch مختار, DMG Muḫtār ‚Auserwählter‘ bezeichnete im späten Osmanischen Reich sowie einigen seiner Nachfolgestaaten den Vorsteher eines Dorfes oder eines Stadtquartiers.

## Geschichte
Die ersten muḫtārūn wurden im 1829/30 als lokale Statthalter der drei Istanbuler Stadtteile Üsküdar, Galata, and Eyyub ernannt; gleichzeitig mit deren Ernennung fand eine Volkszählung statt; primäre Aufgabe der muḫtārūn war es ja, die Einwanderung in die Stadt zu kontrollieren, insbesondere durch alleinstehende, männliche Personen, die zum Zweck einer Arbeitsaufnahme in der Stadt ihre Frauen und Kinder in den Provinzen zurückließen. Eigentlich fiel diese Aufgabe den lokalen Gelehrten (ʿulama) zu, die Ernennung lokaler Vorsteher deutet jedoch darauf hin, dass diese im Laufe der Zeit ihre Rolle als Kontrollorgan für die Zuwanderung vernachlässigten. Auch in den Provinzen nahm die Ernennung von muḫtārūn ihren Lauf, da sich Beschwerden über völlig überhöhte Steuerforderungen der lokalen Administration häuften. Dies führte erstmals im anatolischen Sandschak Kastamonu zur Ernennung eines Muḫtārs.
Im Gegensatz zu den Vorstehern in Istanbul, die durch Ernennung in Amt und Würden kamen, wurden diese in den Provinzen oft von der Bevölkerung selbst gewählt, woraus sich der Name ableitet. Noch war diese Praxis jedoch nicht von Sultan Mahmud II. genehmigt; als er davon erfuhr, erteilte er seine Erlaubnis und ordnete an, dass diese auch in anderen Sandschaks entsprechend umgesetzt werden sollte. Diese Anordnung wurde auch in den meisten Provinzen sofort umgesetzt, in anderen verzögerte sich die Umsetzung.

## Zielsetzung
Durch die Ernennung von muḫtārūn versuchte der Sultan, eine Entmachtung der Eliten und eine Zentralisierung der Verwaltung voranzutreiben. Jeder Muḫtār stand als Treuhänder für die von ihm vertretenen Gebiete, so wie auch die lokalen Imame und Autoritäten gegenseitig zur Treue und Loyalität verpflichtet waren. Aufgrund ihrer herausragenden Stellung wurden die gewählten muḫtārūn ebenfalls mit Hinweis auf die Verpflichtung zur Zuwanderungskontrolle in ein Register beim zuständigen Qādī eingetragen. Zu den Aufgaben der muḫtārūn gehörte beispielsweise, alle Personen, die sich in das von ihm betreute Gebiet begaben nach ihren Absichten zu befragen, deren Dokumente zu überprüfen und jeden abzuweisen, dessen Papiere nicht in Ordnung waren; wurde jedoch die Befragung erfolgreich überstanden, so war der Muḫtār bei der Suche nach einer adäquaten Unterkunft behilflich und der Migrant wurde registriert.
Die Ernennung von muḫtārūn brachte eine erhebliche Stabilisierung der Verwaltung mit sich; sie erhielten durch ihre Wahl ein Mitspracherecht im Madschlis (Rat) der Steuereintreiber, gleichzeitig wurde ihnen auch eine Entlohnung zugesprochen, was jedoch nicht lange aufrechterhalten werden konnte. Als später die Gesetze zur Wahl von muḫtārūn weiter kanonisiert, alle Dorfgemeinden zur Wahl eines Vorstehers verpflichtet und die Gründung sogenannter Ältestenräte forciert wurde, kam ihnen eine stärkere Rolle beim Eintreiben von Steuern, der Verkündigung von Gesetzen, bei der Schlichtung von Streitigkeiten, beim Bau öffentlicher Gebäude wie Schulen sowie der Förderung von Agrarwirtschaft und Handel zu. Der Rat hatte auch das Recht, sich über den Muḫtār im Falle eines Missbrauchs seiner Amtsfunktionen an höherer Stelle zu beschweren und dessen Absetzung zu verlangen. In einigen ehemaligen Gebieten des ehemaligen osmanischen Reichs, so zum Beispiel in Palästina, konnte die Anzahl der muḫtārūn auch von der Anzahl der Dorfbewohner abhängig sein, was oft zu erheblichen Rivalitäten führte.

## Nachwirkungen
Auch nach dem Zusammenbruch des osmanischen Reichs überlebte das Konzept in einigen Nachfolgestaaten, wie zum Beispiel in Syrien (unter französischem Mandat bis in die 1950er Jahre), außerdem im Jordanien, Palästina (dort eher als Vertreter eines Klans) und teilweise in Ägypten.